# Балыклей (село)
Балыклей — село в Инжавинском районе Тамбовской области России. Административный центр Балыклейского сельсовета.
Малая родина двух Героев Советского Союза: И. С. Мельникова и И. П. Субботина.

## География
Село находится на берегу реки Балыклей (при впадении её в Ворону), на расстоянии 4 км к востоку от посёлка городского типа Инжавино, административного центра района, и 90 км (по прямой) к юго-востоку от города Тамбов, административного центра области.
Сливается с селом Карай-Салтыково.

## Население
| 2002 | 2010 |
| ---- | ---- |
| 896  | ↘683 |

### Национальный состав
Согласно результатам переписи 2002 года, в национальной структуре населения русские составляли 98 % из 896 чел.

## Известные уроженцы, жители
- Иван Семёнович Мельников (1914—1981)
- Иван Петрович Субботин (1915—1980)

## Инфраструктура
Личное подсобное хозяйство с зоной сельскохозяйственного использования, индивидуальная застройка усадебного типа.
Красивская школа, филиал. Сельский клуб

## Памятные места, достопримечательности
Памятник погибшим Землякам в годы Великой Отечественной войны 1941-1945гг

## Транспорт
Остановки общественного транспорта «Балыклей», «Балыклей-2».